# لحرارتة (أوناغة)
لحرارتة هي إحدى مشيخات المملكة المغربية، تتبع جغرافيا لإقليم الصويرة وإداريًا لأوناغة. يقدر عدد سكانها بـ 3206 نسمة حسب الإحصاء الرسمي للسكان والسكنى لسنة 2004.